# ریچلندز، کوئینزلند
ریچلندز (به انگلیسی: Richlands) یک منطقهٔ مسکونی در استرالیا است که در کوئینزلند واقع شده‌است.